# Sphigmothorax bicinctus
Sphigmothorax bicinctus är en skalbaggsart som beskrevs av J. Linsley Gressitt 1939. Sphigmothorax bicinctus ingår i släktet Sphigmothorax och familjen långhorningar. Inga underarter finns listade i Catalogue of Life.